# Ömer Asan
Ömer Şükrü Asan (* 28. května 1961, Trabzon, Turecko) je turecký folklorista, fotograf a spisovatel.

## Životopis
V roce 2002 byl obviněn z porušení článku 8 tureckého protiteroristického zákona tím, že „propagoval separatismus“ ve své knize Pontos Kültürü.  V roce 2003 byl článek 8 zrušen a Asan byl v důsledku toho osvobozen.

## Získané ceny
- Abdi İpekçi, Cena za mír a přátelství, udělená Turecko-řeckou asociací přátelství za článek publikovaný v novinách Milliyet.